# General Dynamics F-111 Aardvark
El General Dynamics F-111 Aardvark («cerdo hormiguero» en inglés) fue un avión de ataque táctico e interdictor de alcance medio que también desempeñaba misiones de bombardero estratégico, reconocimiento y guerra electrónica en sus distintas versiones. Fue desarrollado por la compañía estadounidense General Dynamics en los años 60 y entró en servicio en 1967 con la Fuerza Aérea de los Estados Unidos (USAF). La Real Fuerza Aérea Australiana (RAAF) también adquirió el F-111, introduciendo en servicio la versión F-111C en 1973.
El F-111 fue pionero incorporando varias tecnologías en un avión de producción en serie, incluyendo alas de geometría variable, motores turbofán con postquemadores y radar de seguimiento del terreno automatizado para vuelo a altas velocidades a baja cota. Su diseño influyó en el desarrollo de aviones con ala de geometría variable posteriores, y algunas de sus características avanzadas pasaron a ser habituales en la aviación militar. En su desarrollo inicial, sin embargo, el F-111 sufrió una serie de problemas y no pudo realizar con éxito ciertas tareas propuestas, como la de interceptor naval, por lo que no se pudo materializar la versión F-111B.
En servicio con la USAF, el F-111F fue retirado del servicio en 1996, donde ha sido reemplazado por el F-15E Strike Eagle en misiones de bombardeo de precisión de alcance medio, mientras que la misión de bombardero supersónico ha sido asumida por el B-1B Lancer. La versión especializada en guerra electrónica EF-111A Raven fue retirada en 1998. En 2007, la RAAF decidió reemplazar sus 21 aviones F-111 en 2010 con 24 cazabombarderos F/A-18E/F Super Hornet.

## Desarrollo

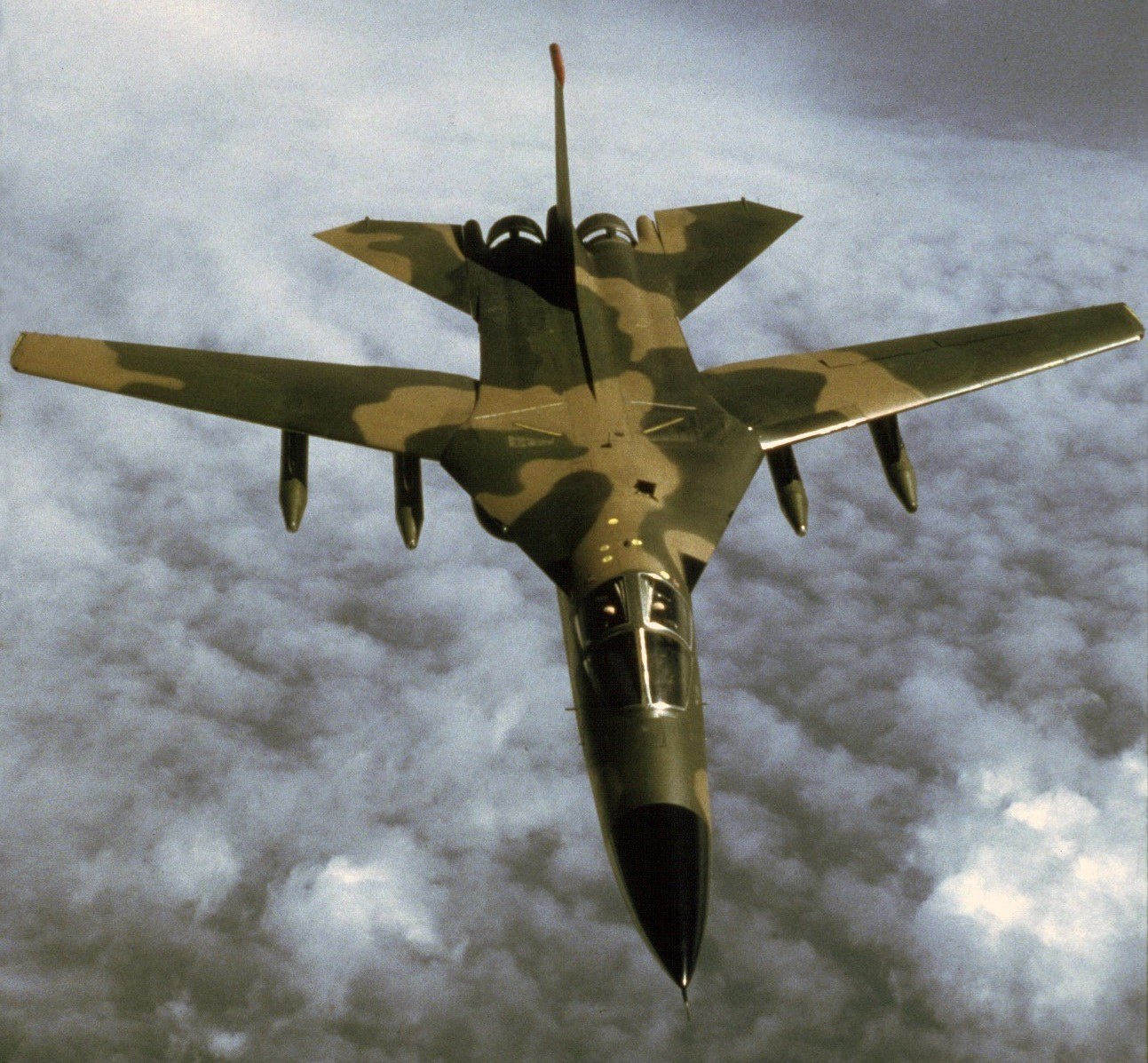
F-111 Aardvark de la USAF.

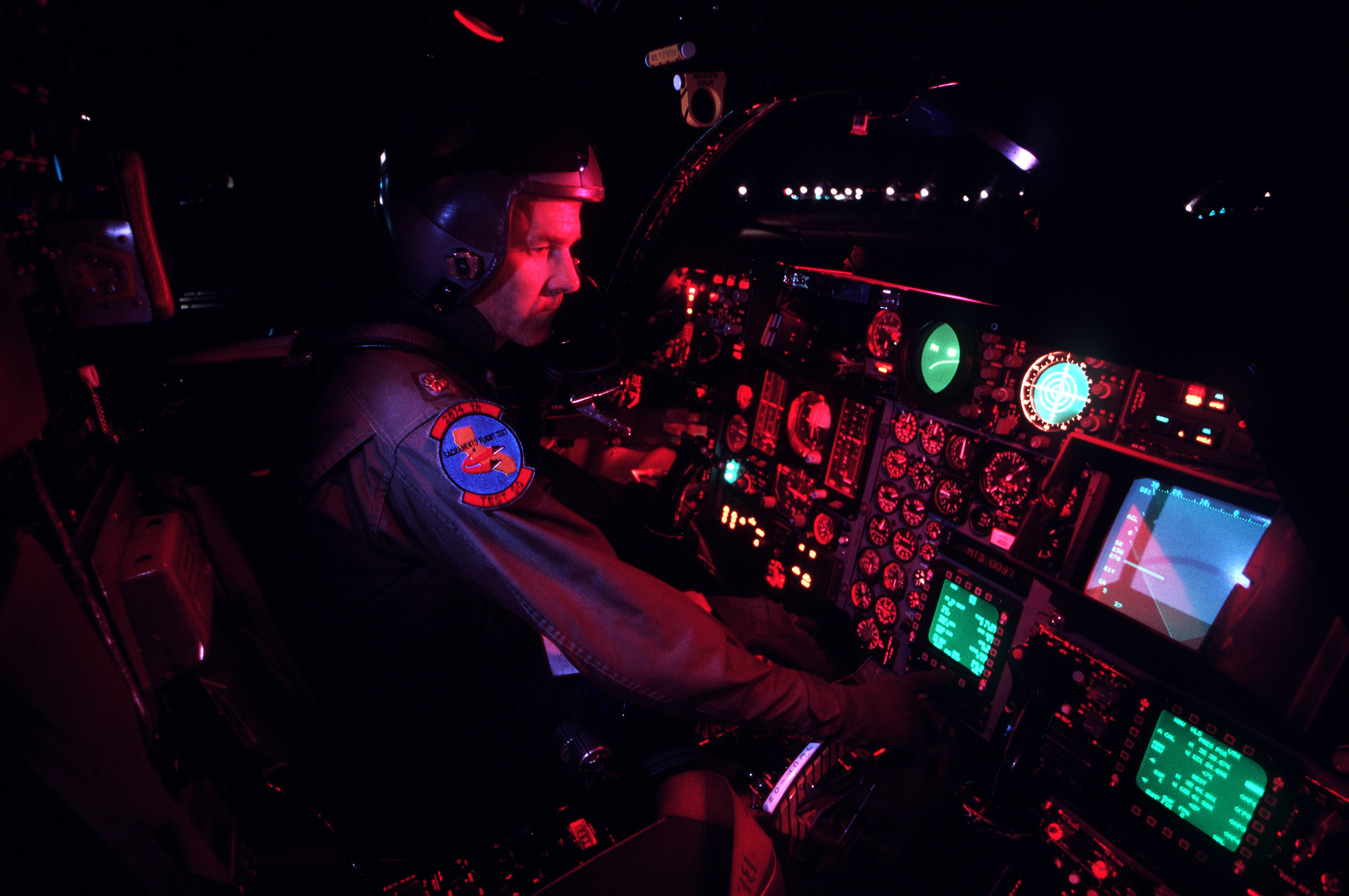
Cabina de un F-111 antes de un vuelo nocturno.

Los comienzos del F-111 estuvieron en el programa TFX, un proyecto ambicioso de comienzos de la década de 1960, en el que se combinaba la necesidad de la USAF de un cazabombardero con el requisito de la Armada de los Estados Unidos en un caza de defensa embarcado para reemplazar al F-4 Phantom II y al F-8 Crusader. La filosofía de diseño de cazas del momento se concentraba en la velocidad, potencia y uso de misiles aire-aire.
Es un caza pesado bimotor, de largo alcance y velocidad supersónica, con un gran timón de deriva instalado en el centro de los motores gemelos, alas de geometría variable y una bodega interna de carga de armas, de diseño biplaza con el piloto y el copiloto sentados juntos lado a lado en una cabina ensanchada. Es un avión de gran potencia con motores de postcombustión de combustible, la cabina de mando podía ser expulsada completamente en caso de accidente y descender en paracaídas, con la tripulación en el interior; antes de su contacto con el suelo, se activaban unas bolsas de aire para amortiguar su caída y evitar lesiones en la espalda de la tripulación. Aunque era un sistema de expulsión muy original para los tripulantes, no se aplicó en otros aviones bombarderos por su peso y alto coste.
Debido a la aparición de misiles tácticos con mayor precisión, embarcados en submarinos y barcos de guerra, estos aviones bombarderos supersónicos de largo alcance quedaron obsoletos, y no se continuó con su desarrollo, debido a su función muy específica de atacar objetivos enemigos en caso de una guerra convencional o nuclear; pero recientemente, con los acuerdos de limitación de armas estratégicas START II entre Rusia y Estados Unidos para desmantelar los misiles, se ha iniciado un nuevo programa de diseño y desarrollo, para la construcción de nuevos aviones bombarderos supersónicos de largo alcance, que volarán en el siglo XXI.

### Especificaciones de la USAF
El Mando Táctico Aéreo (TAC) de la Fuerza Aérea estaba preocupado con las tareas de cazabombardero y ataque en penetración o interceptación, que a comienzos de los años 60 aún se enfocaban en el uso de armas nucleares. El avión debía ser una continuación del F-105 Thunderchief, que fue diseñado para lanzar armas nucleares a baja altitud, velocidades altas y distancias largas. El combate aéreo sería un pensamiento posterior hasta el encuentro con aviones MiG en Vietnam a mediados de los años 60.
En junio de 1960, la USAF publicó una especificación para un avión interceptor/ataque de largo alcance capaz de penetrar las defensas aéreas soviéticas a baja altitud y velocidad muy alta para lanzar armas nucleares contra objetivos principales como aeródromos y depósitos de armas. La especificación incluía que tuviese una velocidad de Mach 1,2 a baja altitud y Mach 2,5 en cotas altas, un radio de combate de 1430 km, un rendimiento bueno y autonomía para llegar a Europa sin necesidad de reabastecimiento.

### Requisitos de la Armada
Por entonces, la Armada, desde 1957, había estado buscando un interceptor de largo alcance y alto rendimiento para defender los grupos de portaaviones contra la nueva generación de bombarderos a reacción soviéticos, que estaban siendo armados con misiles antibuque con ojivas nucleares. La Armada necesitaba un avión de Defensa Aérea de la Flota (FAD) con mejor rendimiento y capacidad de armamento que el F-4 Phantom II, y debería estar equipado con un radar potente y misiles de largo alcance para interceptar tanto a los bombarderos como a sus misiles.
La Armada había estudiado, pero rechazado, el F6D Missileer. En diciembre de 1960 reconsideró el uso de alas de geometría variable en la petición. La tendencia hacia aviones mayores y más potentes suponía un problema para la Armada: la generación contemporánea de aviones embarcados apenas tenían capacidad de aterrizar en la cubierta de los portaaviones, y los nuevos aviones de mayor tamaño causaría problemas importantes.
Un avión optimizado para velocidades altas, con unas alas en flecha de gran ángulo, es ineficaz a velocidades de crucero, lo que reducía el alcance, la carga útil y la autonomía, y conseguía velocidades de aterrizaje altas. Por otra parte, un avión con alas en flecha de ángulo reducido, aunque podía llevar mayor carga y conseguía mejor autonomía, tenía un rendimiento menor. La geometría variable, que la Armada había probado y abandonado con el XF10F Jaguar en 1953, ofrecía la posibilidad de combinar ambos tipos en un único avión.

### Aviones similares
El F-111 fue el primer avión de geometría variable en producción. El prototipo XF10F Jaguar de la Armada había sido cancelado en 1953. Su diseño inspiró a una cierta cantidad de aviones durante los años 80, pero las alas de geometría variable no aparecen en los modelos más modernos debido a su coste y el peso adicional del mecanismo de cambio de posición de las mismas. No obstante, existen otros modelos, incluyendo a los soviéticos Sukhoi Su-17 (1966), MiG-23 (1967), Tupolev Tu-22M (1969) y Tupolev Tu-160 (1981), los estadounidenses F-14 Tomcat (1970) y B-1 Lancer (1974) y el europeo Panavia Tornado (1974). El Sukhoi Su-24 (1970) tiene un diseño similar al F-111, con asientos en fila.

## Diseño
Aunque fue concebido como un caza multipropósito de diseño polivalente, que podía atacar y defenderse, para poder enfrentarse en combate a otros aviones de caza el F-111 se convirtió en un cazabombardero de largo alcance, un avión de ataque de alta velocidad para misiones de penetración profunda dentro del territorio enemigo, armado y con equipo de control, principalmente de armamento aire-superficie.

### Bodega de armas
El F-111 tiene una pequeña bodega interna bajo el fuselaje central, usada para transportar varias armas sin afectar su rendimiento de vuelo a velocidades supersónicas, aumentar su alcance y capacidad de transporte de combustible, debido a la mayor resistencia al avance que provocan las armas externas, montadas bajo las alas y el fuselaje.
- Cañón: todas las versiones de combate táctico (excluyendo el EF-111A y el FB-111A/F-111G) podían llevar un cañón automático M61 Vulcan de 20 mm, con un contenedor de munición de 2084 proyectiles, cubierto por un obturador cuando no era utilizado. Aunque algunos aviones de la USAF lo llevaron, el cañón no fue utilizado en combate y fue retirado a principios de los años 80. La preparación para el cañón también ha sido eliminada en los F-111C australianos.

- Bombas: la bodega interna de armas puede llevar dos bombas convencionales, generalmente del tipo Mark 117, con un peso nominal de 340 kg.

- Armas nucleares: todos los modelos del F-111, excepto el EF-111A y el F-111C australiano, estaban equipados para llevar armas nucleares de caída libre. Los modelos tácticos podían llevar las bombas B43, B57 o B61, y el FB-111A, además, también la bomba B83. El FB-111A también podía llevar uno o dos misiles nucleares AGM-69 SRAM en su bodega interna.

- Contenedor de sensores: el F-111C y el F-111F estaban equipados para llevar el sistema designador de objetivos AN/AVQ-26 Pave Tack en un lanzador rotatorio, que mantenía al contenedor protegido dentro de la bodega de armamento cuando no era utilizado. El Pave Tack es un buscador de infrarrojos y telémetro láser que permitía al F-111 lanzar bombas guiadas por láser y guiar a otros aviones de combate.

- Paquete de reconocimiento: los RF-111C australianos llevan un paquete de sensores y cámaras para misiones de reconocimiento táctico. Contiene dos cámaras, un escáner de infrarrojos AN/AAD-5 de Honeywell, una cámara panorámica KA-56E para baja altitud y una KA-93A4 para cotas altas de Fairchild y un par de cámaras verticales CAI KS-87C. También puede grabar fotografías de la pantalla del radar de ataque.

- Misiles: el F-111B estaba destinado a poder llevar dos misiles de largo alcance AIM-54 Phoenix en la bodega de armas. General Dynamics propuso un acuerdo que permitiría llevar dos misiles AIM-9 Sidewinder a costa del cañón automático, junto con una bomba (generalmente nuclear), aunque no fue adoptado, y la USAF y la RAAF optaron por el cañón, para poder defenderse en un combate aéreo contra otros aviones de combate. Los misiles AIM-7 Sparrow y AIM-4 Falcon, habituales del F-4 Phantom, no fueron utilizados, aunque los modelos posteriores del F-111 llevaban radares capaces de guiar a los misiles Sparrow.

- Otro equipo: en algunas ocasiones, se podían llevar depósitos de combustible adicionales y contenedores de carga bajo las alas, y bajo el fuselaje central, para aumentar su alcance en combate.

### Armamento externo

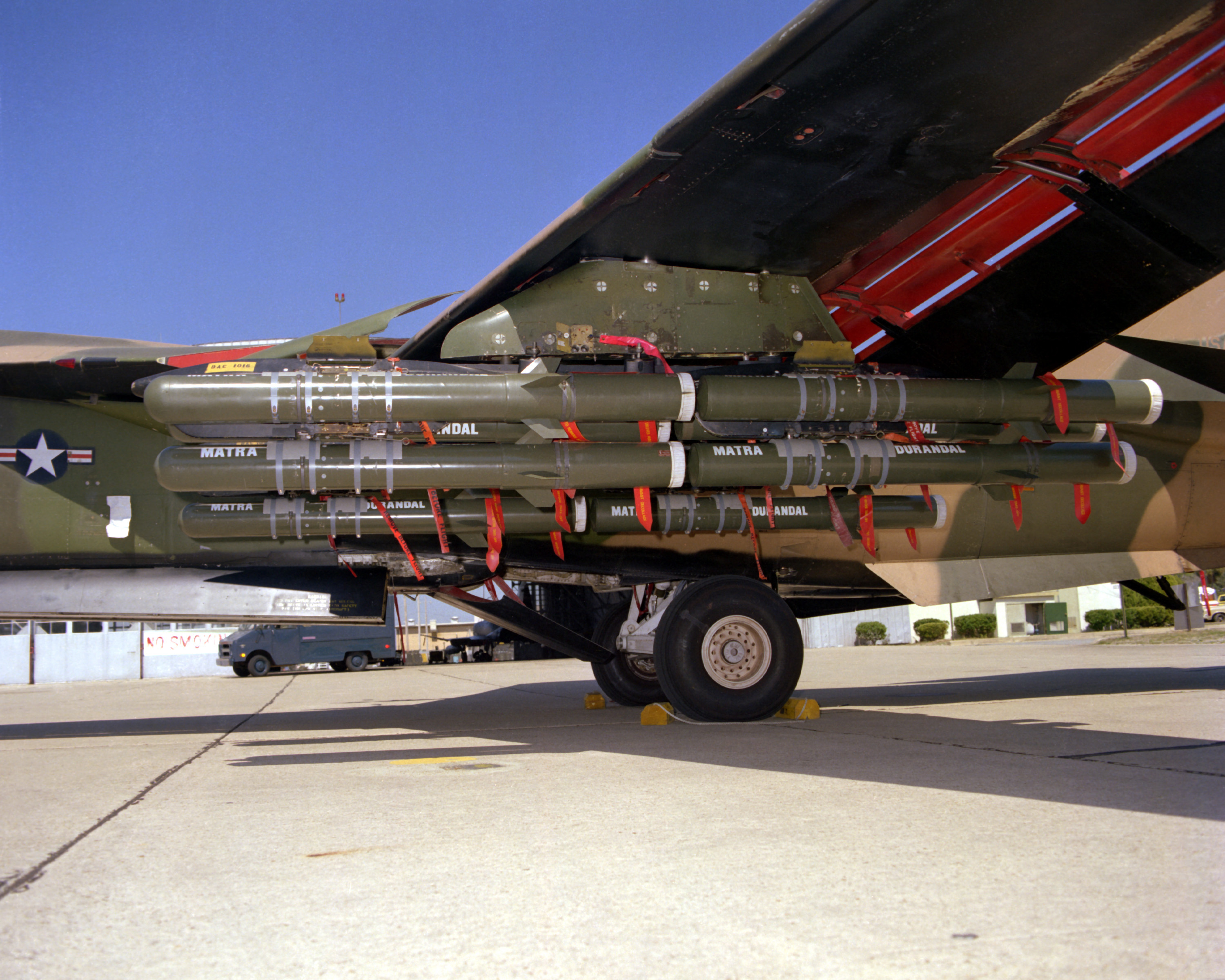
F-111 con bombas BLU-107 Durandal.

El diseño del fuselaje del F-111 impide el transporte de armas externas bajo el fuselaje, aunque hay dos soportes pequeños, uno en la bodega de armamento y otro en la parte posterior, entre los motores, para contenedores de contramedidas electrónicas o datalink para armas guiadas. Todos los aviones disponen de ocho puntos de sujeción bajo las alas, cuatro en cada ala, con una capacidad de 2700 kg cada uno.
Las sujeciones internas (tercera, cuarta, quinta y sexta) pivotan con el ala, pero solo una de cada ala puede ser utilizada cuando las alas están en ángulo máximo. Las sujeciones externas (primera, segunda, séptima y octava) son fijas y sólo pueden ser utilizadas si las alas están desplegadas a menos de 26 grados. Las sujeciones más externas (primera y octava) nunca han sido operativas y el segundo par de sujeciones (segunda y séptima) son utilizadas en ocasiones para llevar depósitos de combustible. Los modelos FB-111 y F-111G pueden desechar las sujeciones vacías en vuelo para reducir la fricción.
El número limitado de sujeciones pivotantes bajo las alas, restringe la capacidad práctica del F-111, ya que el avión no puede utilizar todas las sujeciones cuando las alas están recogidas. En contraste, aviones como el F-14 y el Tornado puede llevar su carga máxima con independencia de la posición de sus alas.
El principal armamento en los F-111 tácticos de la USAF incluía:
- Bombas de caída libre: modelos Mk 82 (227 kg), Mk 83 (454 kg), Mk 84 (907 kg) y Mk 117 (340 kg).
- Bombas de racimo.
- Bombas de penetración dura BLU-109 (907 kg).
- Bombas guiadas por láser Paveway: modelos GBU-10 (907 kg), GBU-12 (227 kg) y GBU-28 (2200 kg).
- Bomba antipistas BLU-107 Durandal.
- Bomba electro-óptica GBU-15.
- Bomba AGM-130.

Aunque todos los modelos de F-111 pueden llevar munición guiada por láser, solo aquellos equipados con Pave Tack son capaces de designar blancos. Los otros modelos necesitan la ayuda externa de otros aviones guía de ataque, para señalar los objetivos.
A partir de la década de 1980, los F-111 tácticos fueron equipados con raíles en los lados de la sujeción pivotante externa (designados como 3A y 6A) para dos misiles aire-aire AIM-9 Sidewinder para defensa propia. El Sidewinder estándar era el AIM-9P, en lugar de los modelos más modernos AIM-9L o AIM-9M, que sus aletas no eran compatibles con el raíl. La RAAF ha considerado reemplazar los Sidewinder con misiles AIM-132 ASRAAM.
Los F-111A podían llevar el mismo tipo de armamento que las otras variantes, pero sus sujeciones alares se utilizaban principalmente para transportar depósitos de combustible y bombas nucleares de caída libre. Hasta la retirada en 1990, podían llevar hasta cuatro misiles nucleares AGM-69 SRAM, aunque generalmente sólo transportaban dos, para no limitar su alcance.
Los F-111C australianos han sido equipados para lanzar misiles antibuque AGM-84 Harpoon, misiles antirradar AGM-88 HARM y misiles AGM-142 Popeye.

## Historia operacional
El Mando Aéreo Estratégico (SAC) ha tenido en servicio aviones FB-111 desde 1969 a 1990. El F-111 estuvo en servicio con la USAF de 1967 a 1998. En la Real Fuerza Aérea de Australia, el F-111 comenzó su servicio en 1973 y permanecería hasta 2010. Las dudas sobre si la RAAF no disponía de un avión para reemplazar las tareas del F-111 entre la retirada de este y la introducción del F-35 Lightning II fueron resueltas con el anuncio por parte del Departamento de Defensa de Australia del 7 de marzo de 2007, donde la RAAF obtendría 24 aviones F/A-18F Super Hornet que se empezarían a entregar en 2010 y finalizaría la entrega en 2011.

## Variantes

### F-111A

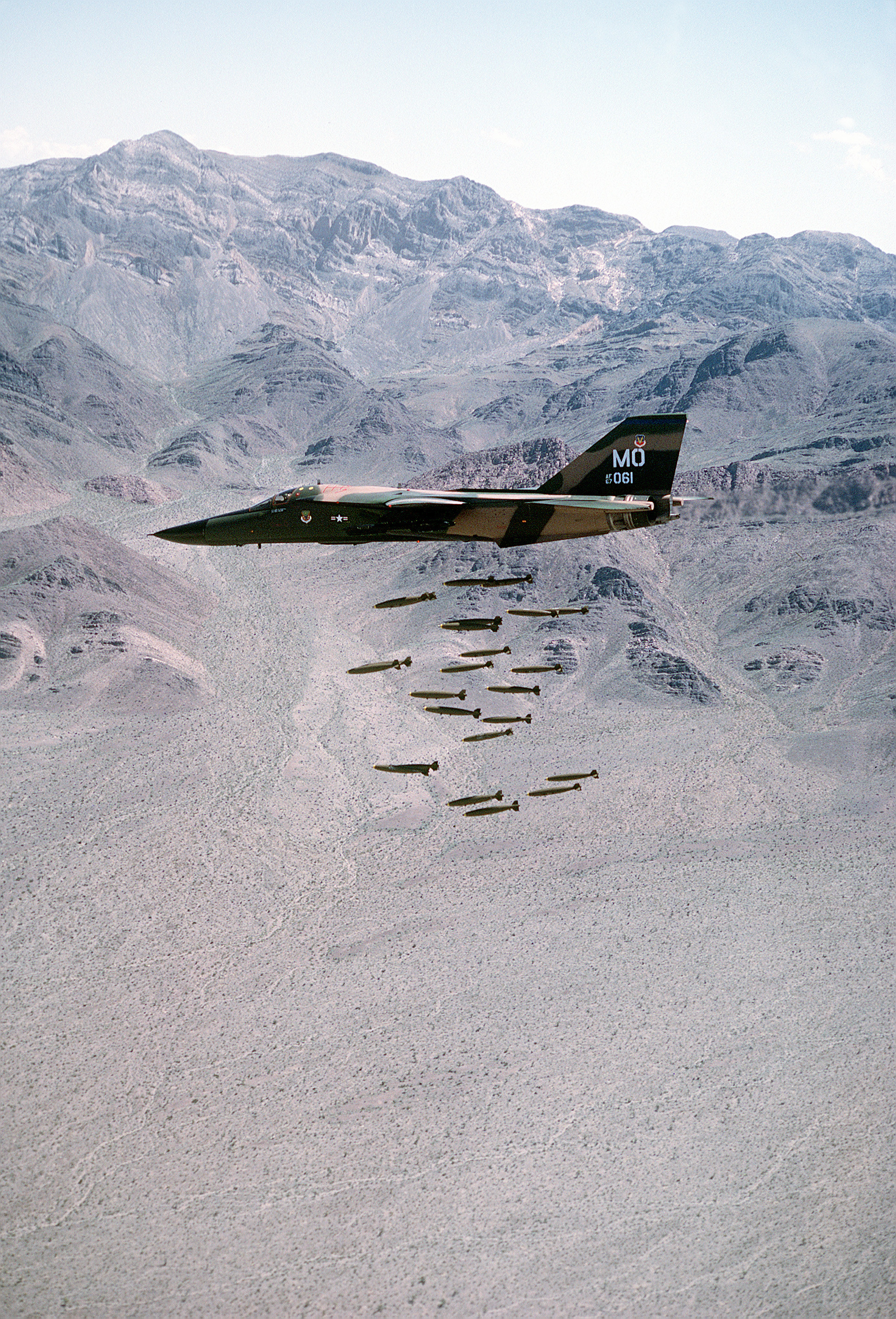
Un F-111A lanzando bombas Mk 82.

El F-111A fue la versión inicial de producción del F-111. Llevaba motores TF30-P-3 de 53 kN de empuje en seco y 82 kN en poscombustión, y tomas de aire variables "Triple Plow I", proporcionando una velocidad máxima de Mach 2,2 (2300 km/h) en altitud.
La aviónica del modelo A incluía un radar de ataque AN/APQ-113 de General Electric, acompañado por un radar de seguimiento del terreno AN/APQ-110 de Texas Instruments bajo el morro y un sistema de navegación inercial y ataque AJQ-20 de Litton.
La producción total del F-111A fue de 158 unidades, incluyendo 17 aviones de preproducción, que posteriormente fueron actualizados a los estándares del modelo A. Los primeros F-111 de producción fueron entregados el 18 de julio de 1967 a los escuadrones tácticos de cazas 428, 429 y 430 de la 474ª Ala Táctica de Cazas, con base en Cannon (Nuevo México), que fueron trasladados en 1968 a la base aérea de Nellis.
Tras las primeras pruebas, un grupo de seis aviones fue enviado al Sudeste Asiático en marzo de 1968, para realizar pruebas en condiciones de combate real en Vietnam. En un mes, se perdieron tres aviones y las pruebas de combate fueron detenidas. Las pérdidas de los aviones se debieron a averías, principalmente del radar de seguimiento del terreno. Esta causó una tormenta política, donde senadores denunciaron la actuación del Secretario de Defensa Robert McNamara.
Tras solucionar los problemas técnicos, en julio de 1971 la 474ª Ala consiguió ser completamente operativa. Las pruebas de 1969 habían revelado que un contratista sobornaba a los inspectores para aprobar un trabajo en los componentes estructurales de las alas y que todos los aviones debían reemplazar el componente con un coste significativo, ya que la mayoría de los F-111A se habían completado. Se encontraron más fallos y se arreglaron las soldaduras de los pivotes de las alas.
En septiembre de 1972, los F-111 regresaron al Sudeste Asiático, participando en la Operación Linebacker y posteriormente en la Operación Linebacker II, una ofensiva aérea contra el Norte. Las misiones de los F-111 no requerían la ayuda de aviones cisterna o apoyo de contramedidas electrónicas (ECM) y podían operar cuando el tiempo dejaba a la mayoría de los aviones en tierra. Un F-111 podía llevar una carga en bombas igual a la de cuatro F-4 Phantom II. La valía de los nuevos aviones comenzaba a mostrarse y se realizaron más de 4000 misiones de combate sobre Vietnam con la pérdida de seis unidades.
En 1977, los restantes F-111A fueron transferidos a la 366ª Ala con base en Mountain Home (Idaho), equipando a los escuadrones 389 y 391. En 1982, cuatro F-111A fueron convertidos al estándar F-111C y enviados a Australia como reemplazos. Estaban provistos con alas de mayor envergadura y el tren de aterrizaje reforzado del modelo C, lo que los hacía prácticamente indistinguibles de los F-111C nuevos.
Se convirtieron 42 aviones al modelo EF-111A Raven para realizar tareas de guerra electrónica. Se distinguen del modelo A por una protuberancia en el timón de cola. Tres aviones de preproducción fueron entregados a la NASA para realizar varias pruebas. Uno fue equipado con alas de perfil variable como parte del programa AFTI (Advanced Fighter Technology Integration) de la década de 1980 y se encuentra en el Museo Nacional de la Fuerza Aérea de los Estados Unidos desde 1989. La mayoría de los F-111A sin conversión fueron retirados en 1991 y almacenados en el AMARC.

### F-111B
El F-111B iba a ser el caza de defensa para la Armada de los Estados Unidos, llenando la necesidad de un caza capaz de transportar misiles pesados de largo alcance para defender los portaaviones de los misiles antibuque soviéticos. La Armada había cancelado el F6D Missileer, un diseño de un avión de alas rectas con un radar de impulsos doppler AN/AWG-9 de Hughes, que podía detectar blancos lentos a baja cota y con ocho misiles AIM-54 Phoenix de largo alcance, que podía atacar a objetivos múltiples a distancias hasta de 150 km. El concepto fue cancelado, pero el F-111 brindaba una plataforma con un alcance, carga útil y rendimiento a Mach 2 de un caza para interceptación de objetivos, pero con alas de geometría variable y motores turbofán. El F-111B podía llevar seis misiles Phoenix, pero no disponía de cañón u otras armas de corto alcance. General Dynamics, que no tenía experiencia con aviación naval, se asoció con Grumman para esta versión.
El F-111B fue un compromiso que intentó reconciliar las diferentes necesidades de la Armada con un avión cuya configuración básica estaba principalmente fijada por la necesidad de la USAF en un cazabombardero supersónico y esos compromisos podían dañar ambas versiones. El modelo B era más corto que el F-111A, para poder entrar en los ascensores de los portaaviones, pero de envergadura mayor (21,3 metros frente a 19,2 metros) para aumentar su alcance y autonomía. Aunque la Armada quería un radar de 122 cm de largo alcance, tuvieron que aceptar el de 91,3 cm por compatibilidad. La Armada había pedido que el peso máximo al despegue fuese de 22 686 kg, pero el Secretario de Defensa McNamara forzó un compromiso a los 24 995 kg. Este objetivo del peso mostró ser muy optimista, aunque en aviones posteriores como el F-14 Tomcat y el F/A-18E/F Super Hornet superarían la barrera.
Los requisitos para el F-111B habían sido formulados antes de que el combate aéreo sobre Vietnam en 1965 mostrara que la Armada aún tenía una necesidad para un avión que pudiese enfrentarse a los MiG en distancias cortas. La Armada deseaba un caza con mejor rendimiento que el F-4 Phantom II, aunque en las pruebas, la maniobrabilidad y rendimiento del F-111B, especialmente en altitudes medias, eran inferiores a las del Phantom. Durante las audiencias del Congreso, el vicealmirante Thomas Connolly respondió a una pregunta de un senador sobre si un motor más potente solucionaría los problemas del avión "¡No hay suficiente potencia en toda la cristiandad para hacer el avión que queremos!"
Hacia octubre de 1967, la Armada se había convencido de que el programa del F-111B era una causa perdida y recomendó su cancelación, que ocurrió en 1968 tras la entrega de siete aviones, dos de los cuales se estrellaron. La configuración de geometría variable, los motores TF-30, los misiles Phoenix y el radar diseñado para este avión (y anteriormente, para el también cancelado F6D Missileer) fueron utilizados en su reemplazo, el F-14 Tomcat, también diseñado por Grumman. El F-14 era lo suficientemente grande para llevar el radar AWG-9 y los misiles Phoenix y su agilidad superaba a la del F-4 Phantom.

### F-111C

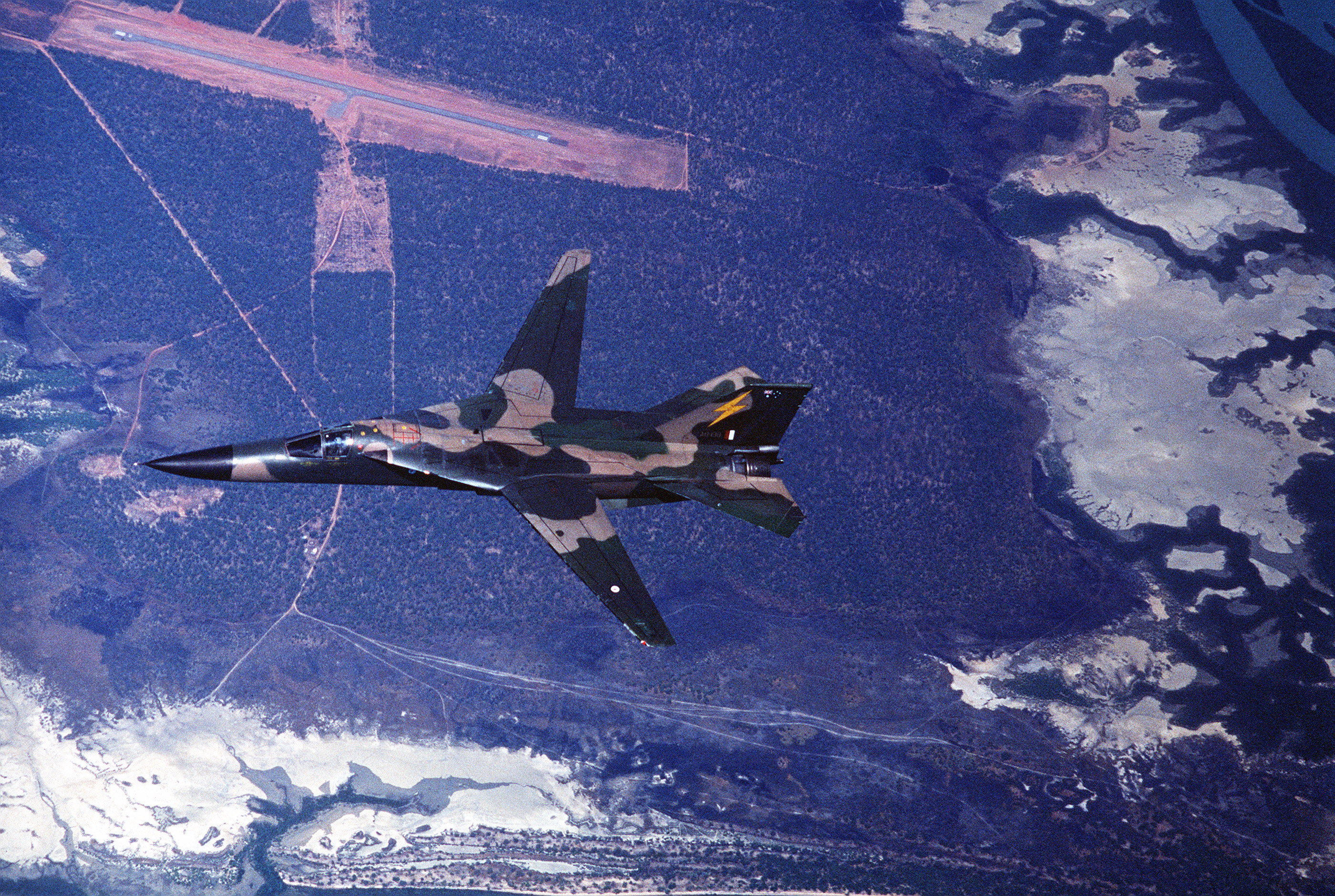
F-111C de la Real Fuerza Aérea de Australia (RAAF).

El F-111C era la versión de exportación para Australia, combinando la aviónica del F-111A/E con alas de mayor envergadura y un tren de aterrizaje más pesado diseñado originalmente para el F-111B. Se pidieron inicialmente 24 aviones en 1963, aunque los retrasos en el desarrollo y los problemas estructurales impidieron su entrada en servicio hasta 1973.
Cuatro aviones fueron modificados a la configuración RF-111C de reconocimiento, manteniendo su capacidad de ataque. El RF-111C lleva un paquete de reconocimiento con cuatro cámaras y una unidad de sensor de infrarrojos.
El F-111C estaba equipado para llevar contenedores Pave Tack, y más tarde bajo el programa AUP (Avionics Upgrade Program), con un radar de ataque a tierra AN/APQ-169 reemplazando el antiguo AN/APQ-113; un radar de seguimiento del terreno AN/APQ-171 de Texas Instruments, un sistema de navegación inercial H423 de Honeywell, receptor de GPS, sistema de datos digital, computadora de misión, un sistema de gestión de carga y monitores multifunción en la cabina (MFD). Sus motores estaban actualizados al modelo TF30-P-108/109RA de 93 kN de empuje. Cuatro antiguos F-111A de la USAF fueron reequipados al estándar del F-111C y entregados a Australia como reemplazos.
A finales de 2001, se descubrieron problemas de fatiga en las alas en uno de los F-111C. En consecuencia, en mayo de 2002 se tomó la decisión de reemplazar las alas con los repuestos de antiguos F-111F de la USAF almacenados en el AMARC. Las alas estuvieron sometidas a una reestructuración en Australia que incluía extender su envergadura para que fuesen iguales a la de los modelos de F-111C y F-111G.

### F-111D
El F-111D era un F-111A mejorado con nueva aviónica, motores más potentes, unas tomas de aire perfeccionadas y una cabina de cristal. Se pidieron los primeros aviones en 1967, aunque por problemas en el desarrollo, se retrasó su entrada en servicio hasta 1974, y solo se fabricaron 96 unidades.
El F-111D utilizaba las nuevas tomas de aire "Triple Plow II", que estaban situadas 100 mm afuera de la estructura principal para prevenir la ingestión de una capa límite de aire que causaba pérdidas en los motores. Utilizaba motores TF30-P-3 de mayor potencia, con un empuje de 53 kN en seco y 82 kN en postcombustión.
La parte más significativa y problemática fue la aviónica Mark II. Eran sistemas integrados digitales, algunos de ellos utilizados por primera vez por la USAF, que ofrecían mayor capacidad, pero que también introducían nuevos problemas. El radar principal era el AN/APQ-114 de General Electric, con impulsos Doppler, indicador de movimiento del objetivo (MTI) y un modo de onda continua para la guía de misiles semiactivos que carecía el modelo AN/APQ-113. Se acompañaba de un sistema de navegación y ataque de Autonetics, un radar Doppler de navegación de Marconi, una pantalla de situación horizontal, un procesador IBM y una pantalla de sistemas integrados Norden, con monitores multifuncionales modernos (MFD). Estos últimos demostraron ser un causante principal de problemas, multiplicando los problemas en el desarrollo con los sistemas individuales. En consecuencia, se creó un malestar entre los distintos contratistas y se tardarían años en solucionar los problemas. La tripulación de los F-111D consideraban este modelo como la variante más capacitada y fácil de usar cuando todo funcionaba correctamente, pero era raro antes de la década de 1980.
Curiosamente, el F-111D no fue equipado para llevar uno de los sistemas de sensores más útiles de estos aviones, el AN/AVQ-26 Pave Tack. El F-111D fue retirado de servicio en 1992.

### F-111E
El F-111E fue un modelo simplificado y provisional, desarrollado tras las dificultades iniciales del F-111D. Utilizaba las tomas de aire "Triple Plow II" del modelo D y los motores de mayor potencia, pero mantenía la aviónica del modelo A.
Aunque fue concebido después del F-111D, se entregó antes que este. El primer vuelo del F-111E se realizó el 20 de agosto de 1969. Se fabricaron un total de 94 aviones.
Algunos F-111E estaban localizados en la base aérea de Upper Heyford de la RAF hasta 1993 y entraron en servicio en la Operación Tormenta del Desierto. Todos los F-111E fueron retirados entre 1993 y 1994.

### F-111F

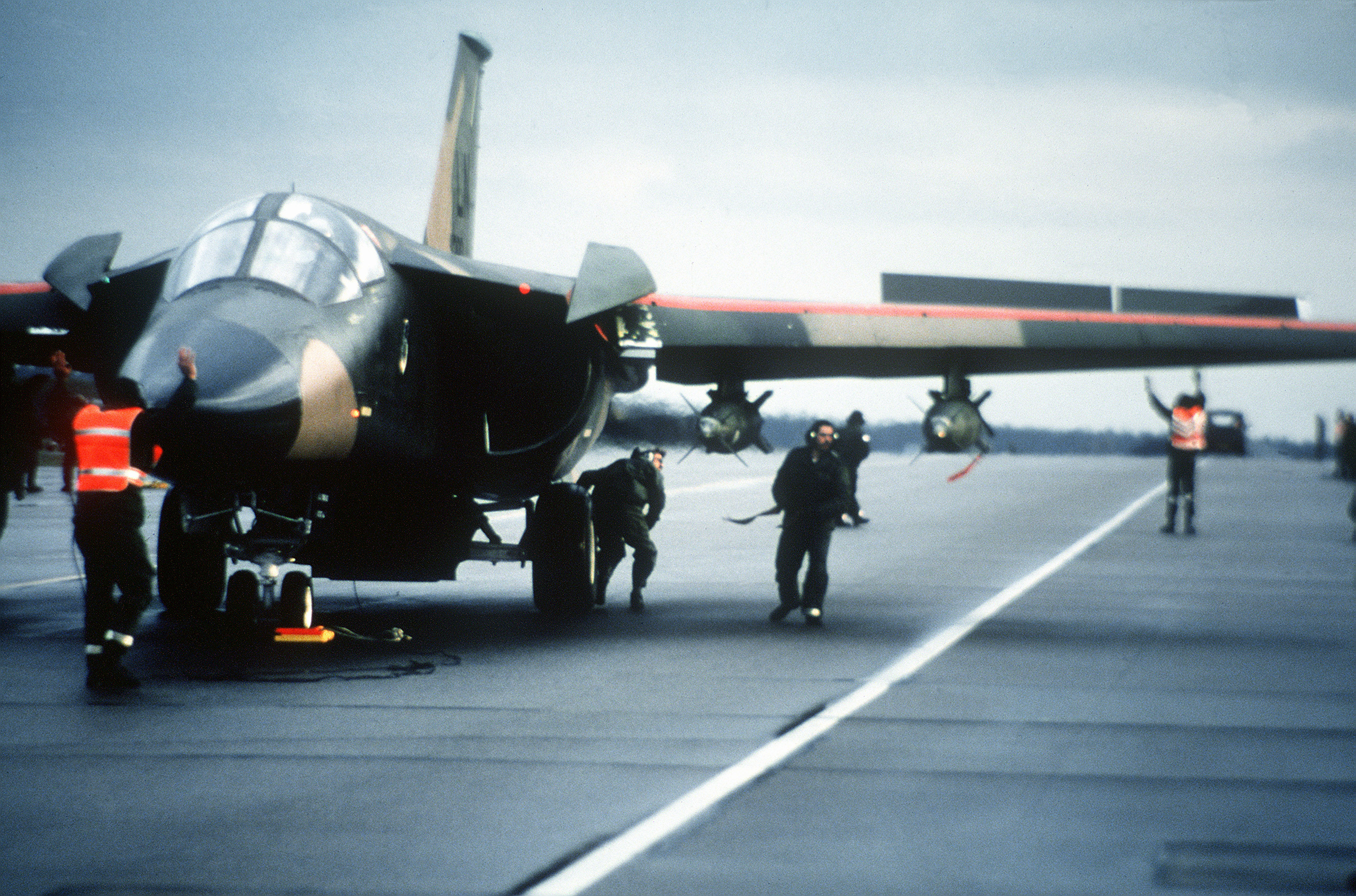
Tripulación preparando un F-111F.

El F-111F fue la última variante producida del F-111 para el Mando Aéreo Táctico, con aviónica Mark IIB más moderna y avanzada, que lo hacía más capacitado que el F-111E y más fiable que el F-111D. Se fabricaron un total de 106 aviones entre 1971 y 1976. Los aviones fueron asignados originalmente a la 306ª Ala con base en Mountain Home. En 1978, los F-111F fueron reasignados a la 48.ª Ala con base en Lakenheath (Reino Unido), y algunos a la 57.ª Ala con base en Nellis.
La aviónica del F-111F utilizaba una versión simplificada del radar del FB-111A, el AN/APQ-114, sin los modos de bombardero estratégico, pero con una pantalla nueva de 4,0 km. Aunque se probó un indicador de movimiento de blancos (MTI) digital, no se utilizó en los modelos de producción. Usaba un radar de seguimiento del terreno AN/APQ-146 de Texas Instruments, un sistema de navegación inercial de Litton y el panel de control de armas del F-111E. La bodega interna para armas estaba ocupada generalmente con un sistema AVQ-26 Pave Tack y designador láser para lanzar armas de precisión. El radar fue actualizado al modelo AN/APQ-161 con el radar de seguimiento del terreno AN/APQ-171.
El modelo F también utilizaba las nuevas tomas de aire "Triple Plow II", junto con un motor de mayor potencia TF30-100 con 112 kN de empuje en postcombustión. Este turbofán mejoraba el rendimiento del avión, alcanzando una velocidad máxima de Mach 2,5 y permitiendo a un F-111F sin carga un vuelo de supercrucero. Entre 1985 y 1986, los motores fueron actualizados al modelo TF30-P-111.
El F-111F entró en combate por primera vez en la Operación El Dorado Canyon contra Libia en 1986 y también actuó durante la Guerra del Golfo. Se propusieron varios planes de actualización del F-111F, incluyendo la adopción del motor General Electric F110 utilizado por el F-14 Tomcat, pero no se realizaron, pues podía interferir los esfuerzos de la USAF en la construcción del F-22 Raptor. En consecuencia, los últimos F-111F se retiraron de servicio el 27 de julio de 1996, siendo reemplazados por el F-15E.

### FB-111A/F-111G

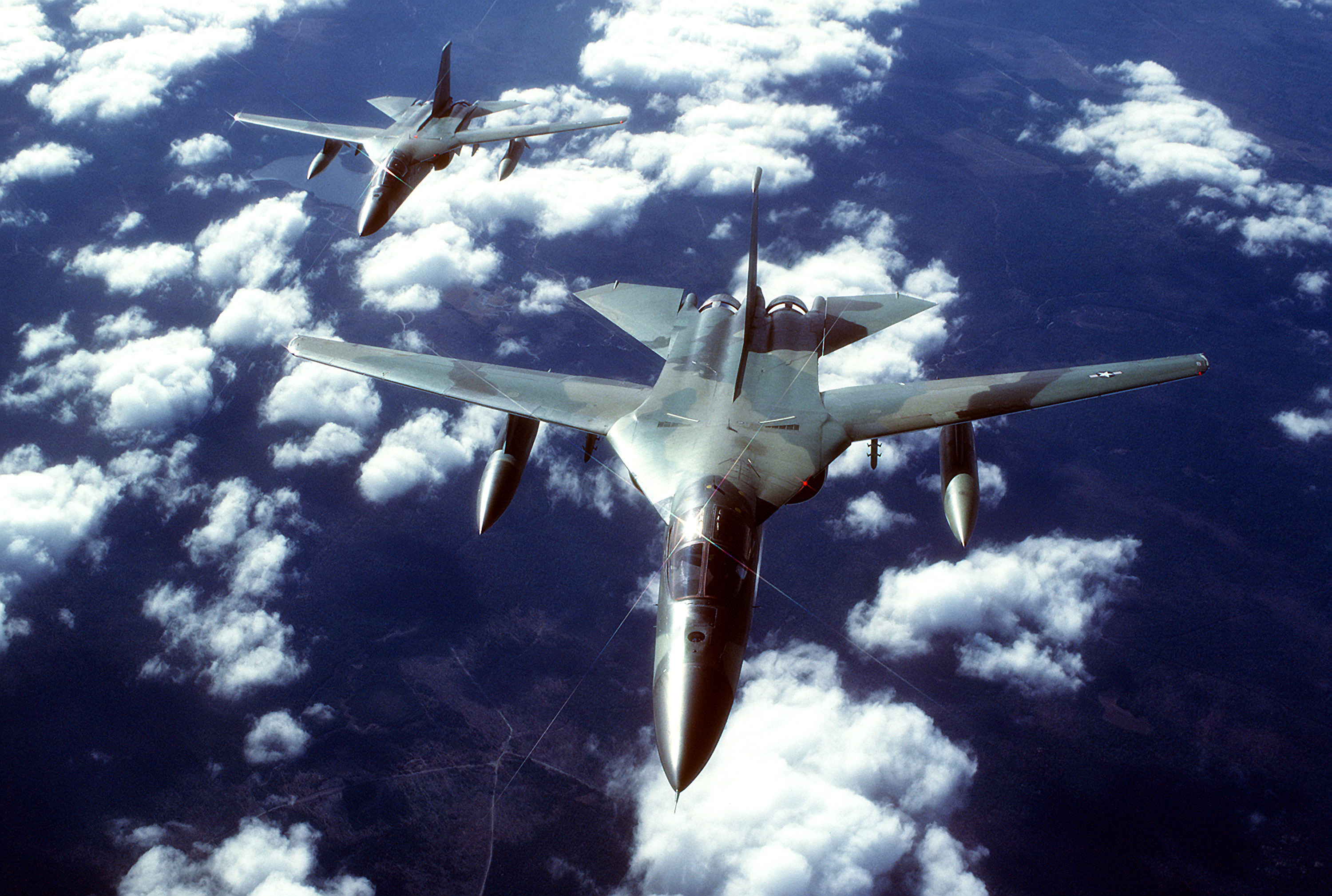
Dos FB-111 en formación.

El FB-111A era una variante de bombardero estratégico del F-111 desarrollada como avión provisional para el Mando Aéreo Estratégico para reemplazar al B-58 Hustler y los primeros modelos del B-52 Stratofortress. El programa planeado de reemplazo, el Advanced Manned Strategic Aircraft, estaba avanzando lentamente y la Fuerza Aérea estaba preocupada por los fallos de materiales de los B-52, que reducían la capacidad de su flota de bombarderos estratégicos. Aunque inicialmente se planeó la fabricación de 263 aviones, el total fue de solo 76 unidades. El primer avión de producción fue entregado en 1968. El FB-111A no tuvo un nombre oficial, pero era comúnmente denominado como Switchblade.
El FB-111A era 650 mm más largo que el F-111A, lo que permitía llevar 2214 litros de combustible adicional, y estaba equipado con alas de mayor envergadura de los modelos F-111B y F-111K para mayor alcance y capacidad de carga. Para compensar el sobrepeso, el tren de aterrizaje era más resistente, pudiendo alcanzar un peso máximo al despegue de 54 105 kg. Todos los aviones excepto el primero llevaban tomas de aire "Triple Plow II" y motores TF30-P-7 de 56 kN de empuje en seco y 90 kN de empuje en postcombustión.
El avión disponía de una nueva aviónica, conocida como SAC Mk IIB. La Mk IIB mantenía el radar de seguimiento del terreno AN/APQ-134 de Texas Instruments y el radar-altímetro AN/APN-167 de Honeywell. El radar era el AN/APQ-114 de General Electric con un nuevo monitor orientado al norte, un modo de rastreo de baliza y un modo de grabación fotográfica. A estos componentes, el FB-111A añadía un sistema de navegación inercial AN/AJN-16 de Rockwell, un radar Doppler AN/APN-185 de Singer-Kearfott y un astrocompás AN/ASQ-119 de Litton. La pantalla de situación horizontal estaba incluida junto con la pantalla de la cabina AN/AYK-6. Una característica única del FB-111A es que el radar de seguimiento del terreno estaba integrado en el sistema de control de vuelo automático, lo que permitía las "manos libres" en vuelo rápidos y bajos (hasta 60 metros).
El armamento para tareas de bombardeo estratégico era el misil AGM-69 SRAM de Boeing con capacidad de Mach 3 y un radio de combate superior a los 180 km. El avión podía llevar dos en su bodega interna y cuatro bajo las alas. Las bombas nucleares de caída libre también era un armamento común para el avión. En 1990, el SRAM fue retirado del servicio y consecuentemente solo estaba disponible el uso de bombas.
El FB-111 se convirtió en excedente tras la introducción del B-1B Lancer y los aviones restantes fueron convertidos a un configuración táctica y renombrados como F-111F, utilizados principalmente para entrenamiento. El F-111G entró en un programa de actualización de su aviónica, añadiendo una computadora digital, un sistema de navegación inercial AN/ASN-41, un sistema de navegación doppler AN/APN-218 y un radar de seguimiento del terreno actualizado. El modelo G fue retirado y almacenado en 1993, pero Australia compró 15 aviones como suplemento a sus F-111C.
Se propusieron varios modelos alargados, como el FB-111B con motores F101 y el FB-111H como posible reemplazo tras la cancelación del B-1A, a finales de la década de 1970, aunque ninguno se construyó.

### EF-111A Raven
Para reemplazar al antiguo y obsoleto B-66 Destroyer, en 1972 la USAF contrató a Grumman para convertir algunos F-111A en un avión de guerra electrónica. En mayo de 1998, los EF-111A fueron retirados del servicio y reemplazados a corto plazo por aviones EA-6 Prowler.

### Exportaciones

#### Australia
En 1963, el gobierno australiano pidió 24 aviones F-111 para reemplazar los English Electric Canberra de la RAAF en tareas de bombardeo y ataque táctico. Aunque el primer avión fue entregado oficialmente en 1968, se encontraron problemas estructurales que retrasaron su entrada en servicio hasta 1973. Se modificaron cuatro aviones a la configuración RF-111C de reconocimiento, pero manteniendo su capacidad de combate.
Cierta cantidad de antiguos aviones de la USAF fueron entregados a Australia, bien como reemplazos o para aumentar la flota. Cuatro aviones modificados al modelo F-111C fueron entregados en 1982, y en 1992 se compraron 18 aviones F-111G que fueron entregados dos años después.
Desde su introducción, el F-111 ha operado en el Escuadrón N.º 1 de la RAAF en tareas de ataque y con el Escuadrón N.º 6. Aunque los F-111 australianos no han entrado en combate, estuvieron en alerta durante la fase inicial de la intervención en Timor del Este en 1999. Durante la Guerra del Golfo de 1991, el gobierno estadounidense pidió a Australia el despliegue de sus RF-111 en el Golfo Pérsico. La petición fue rechazada por el gobierno australiano, considerando que los aviones eran demasiado importantes para la seguridad de Australia para ser arriesgados en una guerra lejana.

#### Reino Unido
Tras la cancelación del BAC TSR-2 en 1965, el Ministerio del Aire del Reino Unido primeramente hizo una petición para adquirir el F-111K, una versión del F-111A con las mejoras del F-111C, pero también analizó otras dos opciones: una versión del Dassault Mirage IV equipada con los motores Rolls-Royce Spey (RB.168 Spey 25R), denominada Dassault/BAC Spey-Mirage IV, y una versión modernizada del Blackburn Buccaneer S.2 con nuevos sistemas de ataque y capacidad de reconocimiento aéreo, denominado como Buccaneer 2-Double-Star. Sin embargo, ninguna de las propuestas fue adquirida para reemplazar al TSR-2, aunque se reservaba la decisión final hasta la revisión del Libro Blanco de Defensa en 1966. Una nota del ministro de defensa Healy sobre el F-111, y las actas del Gabinete con respecto a la cancelación definitiva de la TSR-2 indicaban que la opción favorita del gobierno británico era la del F-111K.
Tras el Libro Blanco de Defensa de 1966, el Ministerio del Aire decidió adquirir dos aviones: el F-111K, con un reemplazo a largo plazo en un proyecto conjunto anglo-francés de aviones de ataque de ala de geometría variable, conocido como AFVG (Anglo French Variable Geometry; en español:Geometría Variable Anglo Francesa). Una moción de censura respecto a este tema tuvo lugar el 1 de mayo de 1967, en el que Healey afirmó que el coste del TSR-2 habría sido de 1700 millones de libras durante más de 15 años, incluyendo los gastos de operación, en comparación con 1000 millones de libras que supondría la combinación del F-111K y AFVG.
A pesar de que se hizo un pedido inicial por diez F-111K en abril de 1966, con un pedido adicional de cuarenta unidades a mayores en abril de 1967, el programa del F-111K sufrió un enorme aumento de los costes, que junto con la devaluación de la libra, hizo que el coste final del F-111K fuese muy superior a lo previsto en el TSR-2. Debido a que muchos de los problemas técnicos aún no estaban resueltos y, frente a unas estimaciones de rendimiento peores de lo que se había previsto, el pedido de 50 unidades F-111K para la Real Fuerza Aérea Británica fue cancelado en enero de 1968. Además, a finales de 1967, se decidió abandonar el proyecto AFVG.

## Operadores
Australia
- Real Fuerza Aérea Australiana

 Estados Unidos
- Fuerza Aérea de los Estados Unidos

## Especificaciones (F-111F)
Referencia datos: Miller, Quest for Performance

### Características generales
- Tripulación: Dos (piloto y oficial de sistemas de armas)
- Longitud: 22,4 m (73,5 ft)
- Envergadura: 

  - Con alas extendidas: 19.2
  - Con alas en flecha: 9.75
- Altura: 5,2 m (17,1 ft)
- Superficie alar: 

  - Con alas extendidas: 61.07
  - Con alas en flecha: 48.77
- Perfil alar: NACA 64-210.68 raíz, NACA 64-209.80 punta
- Peso vacío: 21 400 kg (47 165,6 lb)
- Peso cargado: 37 600 kg (82 870,4 lb)
- Peso máximo al despegue: 45 300 kg (99 841,2 lb)
- Planta motriz: 2× turbofán Pratt & Whitney TF30-P-100.
  - Empuje normal: 79,6 kN (8117 kgf; 17 895 lbf) de empuje cada uno.
  - Empuje con postquemador: 112 kN (11 421 kgf; 25 179 lbf) de empuje cada uno.
- Área de resistencia: 0,87 m²
- Alargamiento alar: 7,56 con alas extendidas, 1,95 con alas en flecha

### Rendimiento
- Velocidad máxima operativa (Vno): 2655 km/h (1650 MPH; 1434 kt) (Mach 2,5) a altitud
- Radio de acción: 2140 m (7021 ft)
- Alcance en ferry: 6760 km
- Techo de vuelo: 20 100 m (65 945 ft)
- Régimen de ascenso: 131,5 m/s (25 886 ft/min)
- Carga alar: 

  - Con alas extendidas: 615,2 kg/m²
  - Con alas en flecha: 771 kg/m²
- Empuje/peso: 0,61

### Armamento
- Cañones: 

  - 1x M61 Vulcan de seis cañones rotativos de 20 mm en bodega de armas (pocas veces instalado)
- Puntos de anclaje: 9 (8 subalares y 1 bajo el fuselaje entre los motores) más 2 puntos en la bodega de armas con una capacidad de 14 300 kg, para cargar una combinación de:  
  - Bombas: 

    - De caída libre y propósito general:
      - Mk 82 (227 kg)
      - Mk 83 (454 kg)
      - Mk 84 (907 kg)
      - Mk 117 (340 kg)

    - Bombas de racimo
    - Bomba antibúnker BLU-109 (907 kg)
    - Bombas guiadas por láser Paveway:
      - GBU-10 (907 kg)
      - GBU-12 (227 kg)
      - GBU-28 antibúnker (2.200 kg)

    - BLU-107 Durandal para destruir pistas de aterrizaje
    - Bomba electro-óptica GBU-15

  - Misiles: Misil aire-superficie AGM-130

## Aeronaves relacionadas

### Desarrollos relacionados
- Boeing 818
- General Dynamics/Grumman EF-111A Raven

### Aeronaves similares
- Avro Canada CF-105 Arrow
- Xian JH-7
- North American A-5 Vigilante
- Republic F-105 Thunderchief
- Dassault Mirage IV
- BAC TSR-2
- Sukhoi Su-24
- Túpolev Tu-22

### Secuencias de designación
- Secuencia F-_ (Cazas (Fighter) del USAAC/USAAF/USAF, 1924-1962): ← XF-108 - XF-109 - F-110 - F-111/B
- Secuencia B-_ (Bombarderos estadounidenses, designaciones no secuenciales, 1962-presente): B-21 - FB-111A